# Jardin de l'Intendant
Le jardin de l'Intendant est l'un des espaces verts de l'hôtel des Invalides, dans le 7e arrondissement de Paris, en France.

## Situation et accès

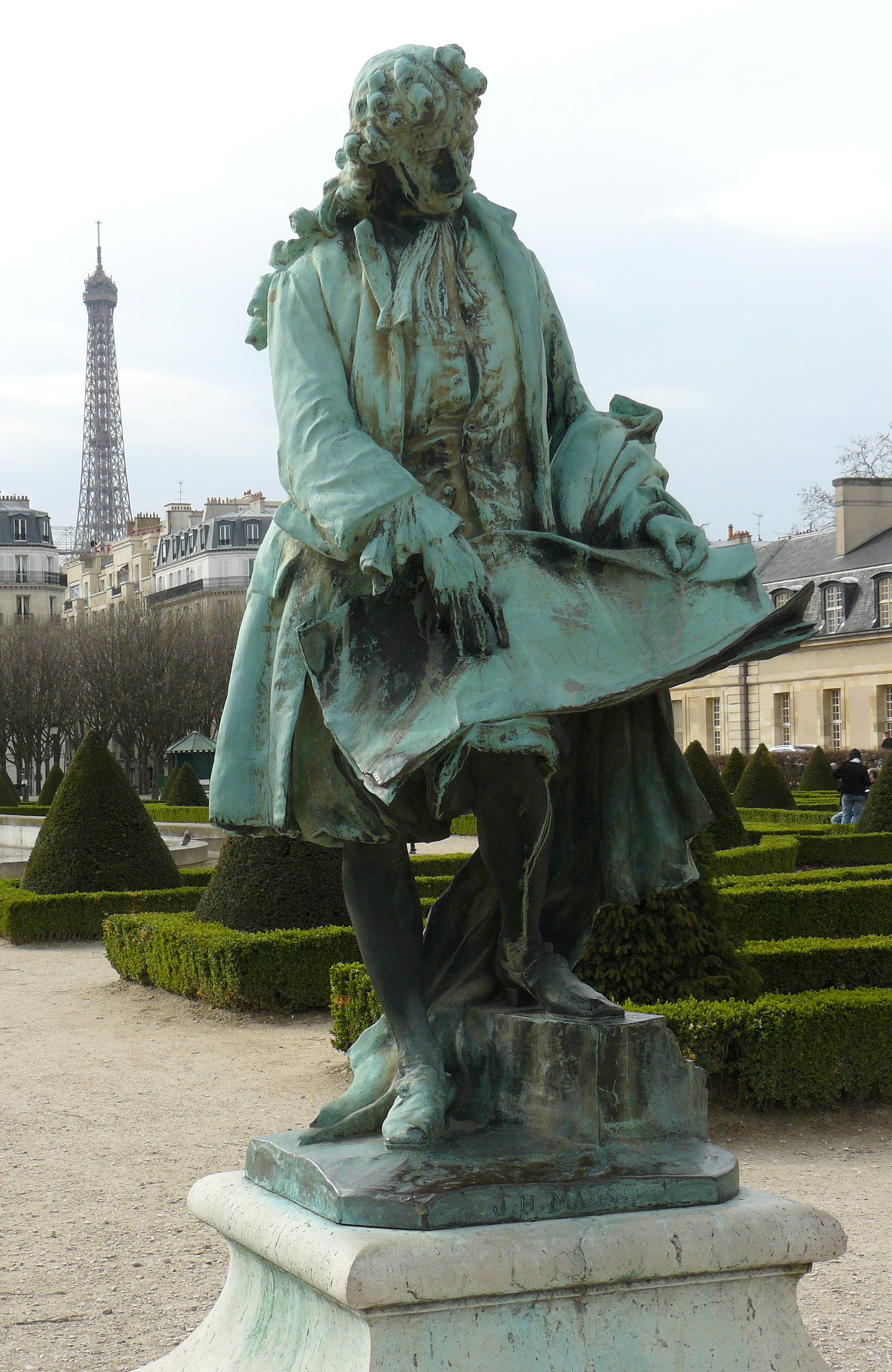
Dans le jardin, la statue de Jules Hardouin-Mansart, œuvre d'Ernest Henri Dubois, hommage à l'architecte du dôme des Invalides.

Le jardin s'étend au sud-ouest du dôme de l'hôtel des Invalides sur 13 311 mètres carrés. Il est bordé au nord par l'aile Robert de Cotte, à l'est par la cour du Dôme, au sud par l'avenue de Tourville et à l'ouest par le boulevard de La Tour-Maubourg.
Il est accessible par le 6, boulevard des Invalides et desservi par la ligne 13 à la station Varenne.

## Origine du nom
Le nom du jardin renvoie à l'une des principales charges attachées à l'hôtel des Invalides sous l'Ancien Régime : l'établissement relève alors de l'autorité du ministre de la Guerre, administrateur général ; lui rendent compte un gouverneur et un intendant, responsables respectivement des questions militaires et économiques.
Vers 1730, un jardin est aménagé pour l'intendant,. La reconstitution de la fin du XXe siècle en reprend à la fois l'emplacement et le nom.

## Historique

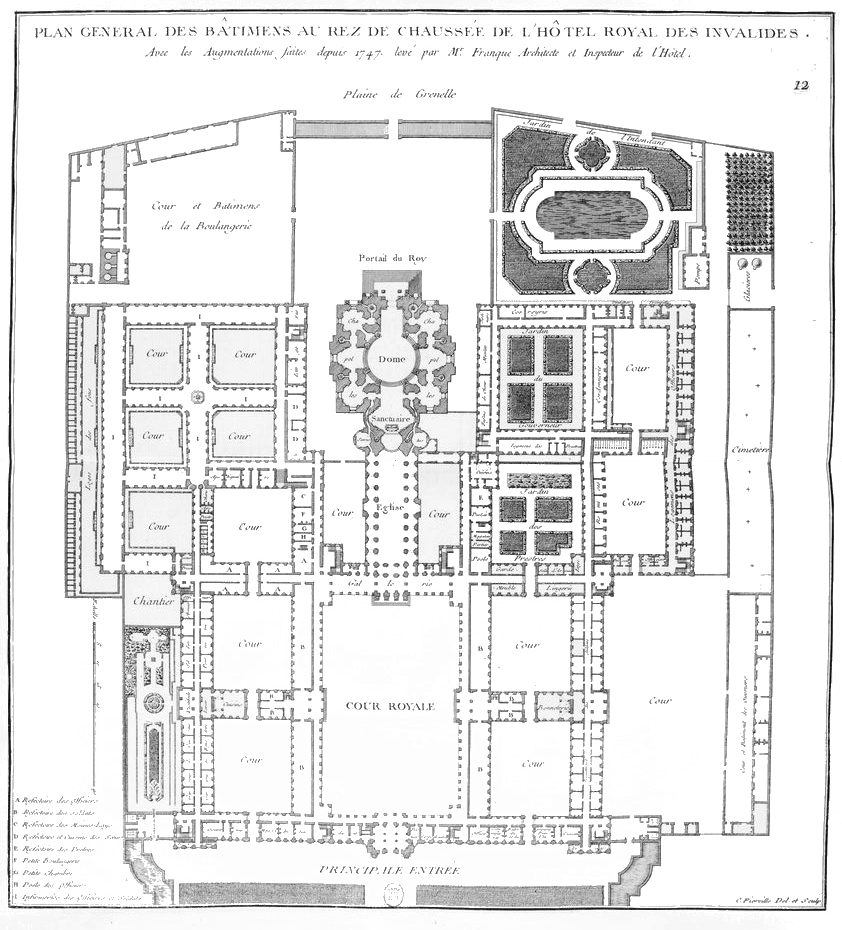
Le jardin de l'Intendant, en haut à droite, sur un relevé publié en 1756.

Reconstitué à partir des plans du XVIIIe siècle dus à Robert de Cotte, intendant et ordonnateur des bâtiments, jardins, arts et manufactures de Louis XV, le jardin a été inauguré en 1980 par Jacques Chirac, alors maire de Paris, à l'issue de travaux commencés l'année précédente.
Le « jardin de l'Intendant » du XVIIIe siècle avait été aménagé sur une partie des terrains laissés disponibles au sud de l'édifice par l'abandon d'un projet de place monumentale. Son tracé, de même que celui de la boulangerie construite sur la parcelle symétrique, s'inscrivait dans un angle obtus. La reconstitution de 1980 n'a pas repris cette particularité.

## Description
Cet espace vert présente les caractéristiques du jardin à la française, avec entrelacs de pelouses et buissons taillés,,,.

## Sur les écrans
En 2006, Christophe Honoré y laisse ses assistants tourner une scène de son film Dans Paris.